# Strong City (Oklahoma)
Strong City és un poble dels Estats Units a l'estat d'Oklahoma. Segons el cens del 2000 tenia 42 habitants.

## Demografia
Segons el cens del 2000, Strong City tenia 42 habitants, 16 habitatges, i 15 famílies. La densitat de població era de 31,8 habitants per km².
Dels 16 habitatges en un 31,3% hi vivien nens de menys de 18 anys, en un 75% hi vivien parelles casades, en un 6,3% dones solteres, i en un 6,3% no eren unitats familiars. En el 6,3% dels habitatges hi vivien persones soles el 6,3% de les quals corresponia a persones de 65 anys o més que vivien soles. El nombre mitjà de persones vivint en cada habitatge era de 2,63 i el nombre mitjà de persones que vivien en cada família era de 2,6.
Per edats la població es repartia de la següent manera: un 21,4% tenia menys de 18 anys, un 7,1% entre 18 i 24, un 26,2% entre 25 i 44, un 16,7% de 45 a 60 i un 28,6% 65 anys o més.
L'edat mediana era de 42 anys. Per cada 100 dones de 18 o més anys hi havia 83,3 homes.
La renda mediana per habitatge era de 27.500 $ i la renda mediana per família de 27.500 $. Els homes tenien una renda mediana de 23.750 $ mentre que les dones 26.250 $. La renda per capita de la població era de 13.474 $. Entorn del 12,5% de les famílies i el 21,4% de la població estaven per davall del llindar de pobresa.

## Poblacions més properes
El següent diagrama mostra les poblacions més properes.